# 차용명
차용명(? - )은 조선민주주의인민공화국의 정치인이다. 조선로동당 중앙위원회 후보위원 겸 김일성고급당학교 교장이다.

## 경력
2005년 조선로동당 중앙위원회 부부장을 거쳐, 2010년 9월 조선로동당 중앙위원회 후보위원에 선출되었다.

## 기타
2011년 12월 김정일 사망 당시에 국가 장의위원회 위원을 맡았다.